# Alan Patrick Herbert
Alan Patrick Herbert (pseudonym AP Herbert eller APH), född den 24 september 1890 i Ashtead, Surrey, England, död den 11 november 1971 i Hammersmith, London, England, var en engelsk jurist och humoristisk författare.

## Biografi
Herbert studerade på Winchester College och New College, Oxford, där han tog en examen i rättsvetenskap, men utövade aldrig någon praktik som jurist.
Han tjänstgjorde i Royal Navy under första världskriget på Gallipoli i Turkiet och samlade där erfarenheter för sin roman The Secret Battle, som publicerades 1919.
Under andra världskriget var han åter i tjänst i den brittiska marinen, denna gång på patrullbåtar på Themsen. Denna tjänstgöring gjorde han parallellt med en del av sin 15-åriga mandattid som självständig ledamot i parlamentet för Oxford University.
År 1945 adlades han i Winston Chuchills Resignation Hounors.

### Juriska reformist
Under hela sin karriär arbetade Herbert för reformering av flera lagar som han kände var föråldrade, inklusive dem om skilsmässa och obscenitet, genom att använda sin satiriska förmåga med stor framgång.
Ett populärt ämne var de anmärkningsvärt komplexa brittiska licenslagarna, och 1935, som protest, var han den förste att regelvidrigt lägga ut informationen om underhusets försäljning av alkohol utan tillstånd. (Högsta domstolen fastställde att det var undantaget genom parlamentarisk privilegium.)
I sitt jungfrutal på sin andra dag i underhuset, förklarade han frankt att han avsåg att lägga förslag om att reformera skilsmässolagarna, och att han skulle göra det innan parlamentet var över. År 1934 publicerade han romanen The Holy Deadlock för att göra sin poäng humoristiskt. 
Förslaget gick 1938, något stärkt av House of Lords, igenom som Matrimonial Causes Act 1937. Denna tillåter skilsmässa utan att kräva bevis på äktenskapsbrott, men falska äktenskapsbrott och bisarra regler om samordning kvarstod tills Devorce Reform Act trädde i kraft 1971. Han förespråkade också bl. a. reformer av lotterilagar och upphävandet av underhållningsskatt.

### Romaner och andra skrifter
Herbert skrev åtta romaner, däribland The Water Gypsies (1930), och 15 pjäser, inklusive lättoperan Tantivy Towers och komedin Bless the Bride (1947, med musik av Vivian Ellis), som gick i över två år på teatrar i London.
Förutom fiktion, skrev han What a Word! 1935, och fortsatte sin kampanj i Punch för bättre användning av engelska språket, inklusive ett avsnitt om "Plain English", mer än ett decennium före sir Ernest Gowers mer uppmärksammade arbete. Karakteristiskt använde han humor för att göra sina allvarliga inlägg om god skrift.
Han var 1940 författare till texten i den patriotiska sången Song of Liberty, till musik av Edward Elgars Pomp and Circumstance.
Efter kriget skrev han ett litet häfte kallat "The War Story of Southend Pier" med en detaljerad redogörelse för när piren togs över av Royal Navy under andra världskriget.
År 1967 publicerade Herbert Sundials Old and New or Fun with the sun, en bok som i detalj beskriver hans långa fascination och experiment i solursteknik. I boken beskriver han alla möjliga solur och berättar om många av sina experiment med att utforma och bygga ett antal olika modeller, inklusive ett par som skulle kunna användas för att tala om din position på jorden liksom den lokala tiden.